# Ancylocranium somalicum
Ancylocranium somalicum är en ödleart som beskrevs av  Giuseppe Scortecci 1930. Ancylocranium somalicum ingår i släktet Ancylocranium och familjen Amphisbaenidae.

## Underarter
Arten delas in i följande underarter:
- A. s. somalicum
- A. s. parkeri